# Erucastrum palustre
Erucastrum palustre är en korsblommig växtart som först beskrevs av Pirona, och fick sitt nu gällande namn av Roberto de Visiani. Erucastrum palustre ingår i släktet kålsenaper, och familjen korsblommiga växter. IUCN kategoriserar arten globalt som akut hotad. Inga underarter finns listade i Catalogue of Life.